# Dichaetomyia noongensis
Dichaetomyia noongensis är en tvåvingeart som beskrevs av Shinonaga 2004. Dichaetomyia noongensis ingår i släktet Dichaetomyia och familjen husflugor. Inga underarter finns listade i Catalogue of Life.